# Curva deltoide

La curva roja es una deltoide.

Un segmento de recta desliza con cada extremo sobre la deltoide y permanece tangente a ella. El punto de tangencia se desplaza alrededor de la deltoide dos veces, mientras que cada extremo se desplaza a su alrededor solo una vez.

En geometría, una deltoide, también conocida como tricuspídea o curva de Steiner, es una hipocicloide de tres cúspides. En otras palabras, es la ruleta creada por un punto del contorno de una circunferencia mientras rueda sin deslizar en el interior de un círculo con tres veces o una vez y media su radio. Su nombre se debe a su parecido con la letra griega delta.
De manera más general, una deltoide puede referirse a cualquier figura cerrada con tres vértices conectados por curvas que son cóncavas con respecto al exterior, lo que hace que los puntos interiores sean un conjunto no convexo.

## Ecuaciones
Una deltoide puede representarse (generalizable por rotación y traslación) mediante las siguientes ecuaciones paramétricas
{\displaystyle x=(b-a)\cos(t)+a\cos \left({\frac {b-a}{a}}t\right)\,}
{\displaystyle y=(b-a)\sin(t)-a\sin \left({\frac {b-a}{a}}t\right)\,,}
donde a es el radio del círculo que rueda, y b es el radio del círculo dentro del que gira el círculo anterior. (En la ilustración de arriba b = 3a).
En coordenadas complejas, esto se convierte en
{\displaystyle z=2ae^{it}+ae^{-2it}}.
La variable t se puede eliminar de estas ecuaciones para dar la ecuación cartesiana
{\displaystyle (x^{2}+y^{2})^{2}+18a^{2}(x^{2}+y^{2})-27a^{4}=8a(x^{3}-3xy^{2}),\,}
entonces la deltoide es una curva algebraica plana de grado cuatro. En coordenadas polares esto se convierte en
{\displaystyle r^{4}+18a^{2}r^{2}-27a^{4}=8ar^{3}\cos 3\theta \,.}
La curva tiene tres singularidades, cúspides correspondientes a {\displaystyle t=0,\,\pm {\tfrac {2\pi }{3}}}. La parametrización anterior implica que la curva es racional, lo que implica que tiene género cero.
Un segmento de línea puede deslizarse con sus dos extremos sobre una deltoide y permanecer tangente a ella. El punto de tangencia recorre la curva dos veces, mientras que cada extremo del segmento pasa sobre la deltoide una sola vez.
La curva dual de la deltoide es
{\displaystyle x^{3}-x^{2}-(3x+1)y^{2}=0,\,}

Curva dual de la deltoide.

que tiene un punto doble en el origen que puede representarse mediante una rotación imaginaria y ↦ iy, dando la curva
{\displaystyle x^{3}-x^{2}+(3x+1)y^{2}=0\,}
con un punto doble en el origen del plano real.

## Área y perímetro
El área de la deltoide es {\displaystyle 2\pi a^{2}} donde nuevamente a es el radio del círculo rodante; por lo tanto, el área de la deltoide duplica a la del círculo rodante.
El perímetro (longitud total del arco) de la deltoide es 16 a.

## Historia
Las cicloides ordinarias fueron estudiadas por Galileo Galilei y Marin Mersenne ya en 1599, pero las curvas cicloidales fueron concebidas por primera vez por Ole Rømer en 1674, mientras estudiaba la mejor forma para los dientes de los engranajes. Leonhard Euler efectuó en 1745 la primera consideración sobre la deltoide tal como hoy se conoce en relación con un problema óptico.

## Aplicaciones
La deltoide aparece en varios campos de las matemáticas. Por ejemplo:
- El conjunto de autovalores complejos de matrices uniestocásticas de orden tres forma una deltoide.
- Una sección transversal del conjunto de matrices uniestocásticas de orden tres forma una deltoide.
- El conjunto de posibles trazas de matrices unitarias pertenecientes al grupo SU (3) forma una deltoide.
- La intersección de dos deltoides parametriza una familia de matrices complejas de Hadamard de orden seis.
- El conjunto de todas las rectas de Simson de un triángulo dado, forman una envolvente en forma de deltoide. Esto se conoce como el deltoide de Steiner o la hipocicloide de Steiner en referencia a Jakob Steiner, que describió la forma y la simetría de la curva en 1856.[3]
- La envolvente de los bisectores de un triángulo es una deltoide (en el sentido más amplio definido anteriormente) con vértices en los puntos medios de las medianas. Los lados de la deltoide son arcos de hipérbola que son asintóticas a los lados del triángulo.[4]
- Se propuso una deltoide como solución al problema de la aguja de Kakeya.